# Pentaquark
 (juillet 2015).
Si vous disposez d'ouvrages ou d'articles de référence ou si vous connaissez des sites web de qualité traitant du thème abordé ici, merci de compléter l'article en donnant les références utiles à sa vérifiabilité et en les liant à la section « Notes et références ».

Schéma d'un pentaquark générique : quatre quarks et un antiquark (en jaune).

Un pentaquark est une particule subatomique composée de cinq quarks qui a été prévue par les théoriciens en 1997.
La recherche des pentaquarks (et des tétraquarks) est devenue un sujet d’étude à part entière en physique expérimentale, et plusieurs pentaquarks ont été produits au LHC, de type ccqqq,.

## Historique
L'existence des pentaquarks fut prédite initialement par Maxim Polyakov, Dmitri Diakonov (de) et Victor Petrov de l'Institut de physique nucléaire de Saint-Pétersbourg (ru) en 1997 ; mais leur théorie fut accueillie avec scepticisme.
Toutefois, un nouveau groupe, celui des baryons exotiques, a été introduit dans la classification des particules à la suite de leur découverte. Ce groupe contient les pentaquarks et d'autres particules similaires.
Plusieurs expériences auraient mis en évidence l'existence des pentaquarks :
- le {\displaystyle \Theta ^{+}} aurait été le premier à être observé, en 2003, et il possède une masse d'environ 1 540 MeV. Ces résultats sont cependant controversés. Le pentaquark {\displaystyle \Theta ^{+}} aurait été observé pour la première fois le 14 janvier 2003 par Takashi Nakano (ja) de l'université d'Osaka. L'expérience fut confirmée par Kenneth Hicks du Jefferson Lab. L'annonce officielle fut publiée dans la revue Physical Review Letters le 4 juillet 2003[5]. L'expérience consistait à faire interagir un rayon gamma à haute énergie avec un proton et un neutron, créant un méson K− et un pentaquark {\displaystyle [ud][ud]{\bar {s}}}, le {\displaystyle \Theta ^{+}}. Ce dernier subsista durant environ 10−20 seconde avant de se transformer en un méson K+ et un neutron.
L'article de 2017 précise : « Expérience SPring-8 au Japon, une particule interprétée comme un pentaquark {\displaystyle [uu][dd]{\bar {s}}} de masse 1,6 fois plus massive qu'un proton (conforme au calcul de 1997) et d'une durée de vie de l'ordre de 10−23 seconde. Il est aujourd'hui très peu probable que {\displaystyle \Theta ^{+}} soit bien un pentaquark[2] ».
- Le 17 mars 2004, le premier pentaquark contenant un quark charm, le {\displaystyle \Theta _{c}([ud][ud]{\bar {c}})}, aurait été observé au moyen de l'accélérateur de particules allemand HERA[6].
Ces résultats ont été mis en doute en 2005 par les chercheurs du Jefferson Lab qui n'ont pas réussi à détecter la particule, malgré une précision statistique dix fois supérieure aux recherches entreprises par leur laboratoire et d'autres en 2004. De plus, en analysant le précédent enregistrement qui les avait conduits à affirmer l'existence du pentaquark, les physiciens[7] conclurent que le signal ne se distinguait que très faiblement du bruit de fond.
- Le 14 juillet 2015, le CERN annonce officiellement que les données fournies par le détecteur LHCb du Grand collisionneur de hadrons ont permis d'observer des particules composées de cinq quarks {\displaystyle [uc][{\bar {c}}u]d} (deux up, un down, un charm et un anti-charm) et de charge +1, lors de la désintégration du baryon {\displaystyle (\Lambda ^{0})_{b}}[8],[9],[10].Diagramme de Feynman d'un baryon lambda (Λ0 b) se décomposant en un pentaquark (P+ c) et un kaon (K−).

Diagramme de Feynman d'un baryon lambda (Λ0 b) se décomposant en un pentaquark (P+ c) et un kaon (K−).

- Le 5 juin 2019, la collaboration LHCb publie la découverte de trois nouveaux états[b] d'un même pentaquark, de masses 4 312, 4 440 et 4 457 MeV[11]. Tous trois sont constitués de deux quarks up, un down, un charm et un anticharm, mais qui seraient organisés différemment.

## Caractéristiques et structure
L'organisation interne des pentaquarks est sujette à débat.
- Pour certains théoriciens, un pentaquark est simplement, comme un baryon ou un méson, un ensemble non structuré de quarks liés par l'échange de gluons[12].
- Pour d'autres, un pentaquark est composé de deux diquarks (en), et d'un antiquark[réf. nécessaire]. Ainsi le nombre baryonique d'un pentaquark est de :
{\displaystyle q=2\times \left({\frac {2}{3}}-{\frac {1}{3}}\right)+\operatorname {opp} \left(-{\frac {1}{3}}\right)=1}.
- Une troisième hypothèse, dite « moléculaire », est qu'un pentaquark est constitué d'un baryon (trois quarks liés par l'échange de gluons) et d'un méson (un quark et un antiquark liés par l'échange de gluons), liés par l'échange de mésons pi[12]. La découverte par l'expérience LHCb de trois nouveaux états[b] d'un même pentaquark[11] conforte cette hypothèse : d'une part les masses correspondant à ces trois états sont légèrement inférieures à la somme des masses d'un baryon et d'un méson (ou d'un méson dans un état excité, selon les cas), signe d'une liaison baryon-méson, et d'autre part l'enfermement du quark charmé et de son antiparticule dans deux ensembles séparés (le baryon et le méson, respectivement) expliquerait qu'ils ne s'annihilent pas.

## Liste
Les pentaquarks observés ou prédits par la théorie sont :
| Nom (composition)                                     | État                                                     | Masse (incertitude) MeV                                              |
| ----------------------------------------------------- | -------------------------------------------------------- | -------------------------------------------------------------------- |
| {\displaystyle \Theta ^{+}([ud][ud]{\bar {s}})}       | Observé                                                  | 1 539 (95)                                                           |
| {\displaystyle \Theta _{c}([ud][ud]{\bar {c}})}       | Observé, non confirmé                                    | 2 977 (109)                                                          |
| {\displaystyle \Xi ^{--}([ds][ds]{\bar {u}})}         | Observé                                                  | 1 826 (87)                                                           |
| {\displaystyle N^{+}([ud][ud]{\bar {d}})}             | Pourrait correspondre à la résonance de Roper N(1440)P11 | 1 460 (51)                                                           |
| {\displaystyle N_{c}^{-}([ud][ds]_{+}{\bar {c}})}     | Hypothétique                                             | 3 180 (69)                                                           |
| {\displaystyle N_{c}^{0}([ud][us]_{+}{\bar {c}})}     | Hypothétique                                             | 3 180 (69)                                                           |
| {\displaystyle \Xi _{5c}^{--}([ds][ds]{\bar {c}})}    | Hypothétique                                             | 3 650 (95)                                                           |
| {\displaystyle \Xi _{5c}^{-}([ds][us]_{+}{\bar {c}})} | Hypothétique                                             | 3 650 (95)                                                           |
| {\displaystyle \Xi _{5c}^{0}([us][us]{\bar {c}})}     | Hypothétique                                             | 3 650 (95)                                                           |
| {\displaystyle T_{c}^{-}([ud][ds]_{-}{\bar {c}})}     | Hypothétique                                             | 2 785 (46)                                                           |
| {\displaystyle T_{c}^{0}([ud][us]_{-}{\bar {c}})}     | Hypothétique                                             | 2 785 (46)                                                           |
| {\displaystyle T_{cs}^{-}([us][ds]_{-}{\bar {c}})}    | Hypothétique                                             | entre {\displaystyle \simeq } 2 580 et {\displaystyle \simeq } 2 910 |
| {\displaystyle \Theta _{b}([ud][ud]{\bar {b}})}       | Hypothétique                                             | entre {\displaystyle \simeq } 6 050 et {\displaystyle \simeq } 6 400 |
| {\displaystyle ?\ ([duc][u{\bar {c}}])}               | Observé                                                  | 4 312, 4 440 et 4 457                                                |

L'existence d'autres pentaquarks plus étranges, contenant par exemple deux quarks {\displaystyle s} et un antiquark {\displaystyle {\bar {b}}}, a été proposée.